# 1216 Askania
1216 Askania är en asteroid i huvudbältet som upptäcktes den 29 januari 1932 av den tyske astronomen Karl Wilhelm Reinmuth. Asteroidens preliminära beteckning var 1932 BL. Asteroiden fick sedan namn efter Askania-verken i Berlin, ett företag som tillverkade optiska och astronomiska instrument.
Askania är medlem av Flora-gruppen, den största av asteroidgrupperna. Den senaste periheliepassage skedde den 6 februari 2023. Asteroidens rotationstid har beräknats till 6,54 timmar.